# Braux (Alpes-de-Haute-Provence)
Pour les articles homonymes, voir Braux.
Braux (Braou en provençal) est une commune française située dans le département des Alpes-de-Haute-Provence, en région Provence-Alpes-Côte d'Azur.
Le nom de ses habitants est Brauxois.

## Géographie

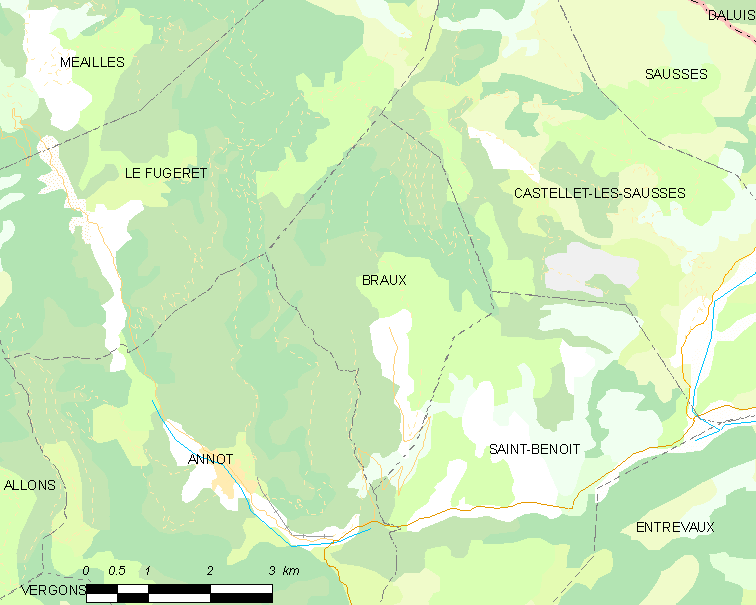
Braux et les communes voisines (cliquez sur la carte pour accéder à une grande carte avec la légende).

Le village est situé à 950 m d’altitude, au bout d’une route, dans la vallée du Coulomp. La route qui y mène se poursuit par une piste semi-goudronnée vers le hameau de Chabrières.
Les communes limitrophes de Braux sont Le Fugeret, Castellet-lès-Sausses, Saint-Benoît et Annot.
Bois du Fa au nord du village.

### Géologie
Le village est établi sur une résurgence locale de grès datant de l’oligocène (la même que celle qui concerne Annot) au milieu de marnes et de calcaires du jurassique et de l’éocène .

### Relief
- crête du clos Martin (1 522 m et 1 607 m) ;
- rocher de Pelloussis (1 340 m).

### Environnement
La commune compte 639 ha de bois et forêts.

### Hydrographie et les eaux souterraines
Cours d'eau sur la commune ou à son aval :
- torrent le coulomp ;
- ravin du gros vallon.

### Risques naturels et technologiques
Aucune des 200 communes du département n'est en zone de risque sismique nul. Le canton d'Annot auquel appartient Braux est en zone 1b (risque faible) selon la classification déterministe de 1991, basée sur les séismes historiques, et en zone 4 (risque moyen) selon la classification probabiliste EC8 de 2011. La commune de Braux est également exposée à trois autres risques naturels :
- feu de forêt ;
- inondation ;
- mouvement de terrain : la commune est presque entièrement concernée par un aléa moyen à fort[7].

La commune de Braux n'est exposée à aucun des risques d’origine technologique recensés par la préfecture.
Aucun plan de prévention des risques naturels prévisibles (PPR) n’existe pour la communeet le Dicrim n’existe pas non plus.
Le tremblement de terre ressenti de la manière la plus sensible dans la commune est celui du 23 février 1887, avec une intensité macro-sismique de VII sur l’échelle MSK et Imperia-Bussana pour épicentre. Parmi les glissements de terrain et éboulements récents, les plus importants sont ceux de 1978 et du 5 novembre 1994. Celui de 1994 concerne une superficie de 13 hectares sur une épaisseur de 6 m, en dessous du Rocher des Meules (ravin de la Laurière), qui avait emporté plusieurs fermes.

### Climat
Pour des articles plus généraux, voir Climat de Provence-Alpes-Côte d'Azur et Climat des Alpes-de-Haute-Provence.
En 2010, le climat de la commune est de type climat méditerranéen altéré, selon une étude du Centre national de la recherche scientifique s'appuyant sur une série de données couvrant la période 1971-2000. En 2020, Météo-France publie une typologie des climats de la France métropolitaine dans laquelle la commune est exposée à un climat de montagne ou de marges de montagne et est dans la région climatique Alpes du sud, caractérisée par une pluviométrie annuelle de 850 à 1 000 mm, minimale en été.
Pour la période 1971-2000, la température annuelle moyenne est de 9,8 °C, avec une amplitude thermique annuelle de 16,9 °C. Le cumul annuel moyen de précipitations est de 1 085 mm, avec 6,9 jours de précipitations en janvier et 5,6 jours en juillet. Pour la période 1991-2020, la température moyenne annuelle observée sur la station météorologique de Météo-France la plus proche, « Méailles_sapc », sur la commune de Méailles à 7 km à vol d'oiseau, est de 11,2 °C et le cumul annuel moyen de précipitations est de 1 033,2 mm. 
La température maximale relevée sur cette station est de 38,3 °C, atteinte le 28 juin 2019 ; la température minimale est de −14,2 °C, atteinte le 6 février 2012,,.
Les paramètres climatiques de la commune ont été estimés pour le milieu du siècle (2041-2070) selon différents scénarios d'émission de gaz à effet de serre à partir des nouvelles projections climatiques de référence DRIAS-2020. Ils sont consultables sur un site dédié publié par Météo-France en novembre 2022.

## Urbanisme

### Typologie
Au 1er janvier 2024, Braux est catégorisée commune rurale à habitat dispersé, selon la nouvelle grille communale de densité à 7 niveaux définie par l'Insee en 2022.
Elle est située hors unité urbaine et hors attraction des villes,.

### Occupation des sols
L'occupation des sols de la commune, telle qu'elle ressort de la base de données européenne d’occupation biophysique des sols Corine Land Cover (CLC), est marquée par l'importance des forêts et milieux semi-naturels (92,5 % en 2018), une proportion identique à celle de 1990 (92,5 %). La répartition détaillée en 2018 est la suivante :
forêts (90,1 %), zones agricoles hétérogènes (7,5 %), espaces ouverts, sans ou avec peu de végétation (2,4 %).
L'évolution de l’occupation des sols de la commune et de ses infrastructures peut être observée sur les différentes représentations cartographiques du territoire : la carte de Cassini (XVIIIe siècle), la carte d'état-major (1820-1866) et les cartes ou photos aériennes de l'IGN pour la période actuelle (1950 à aujourd'hui).

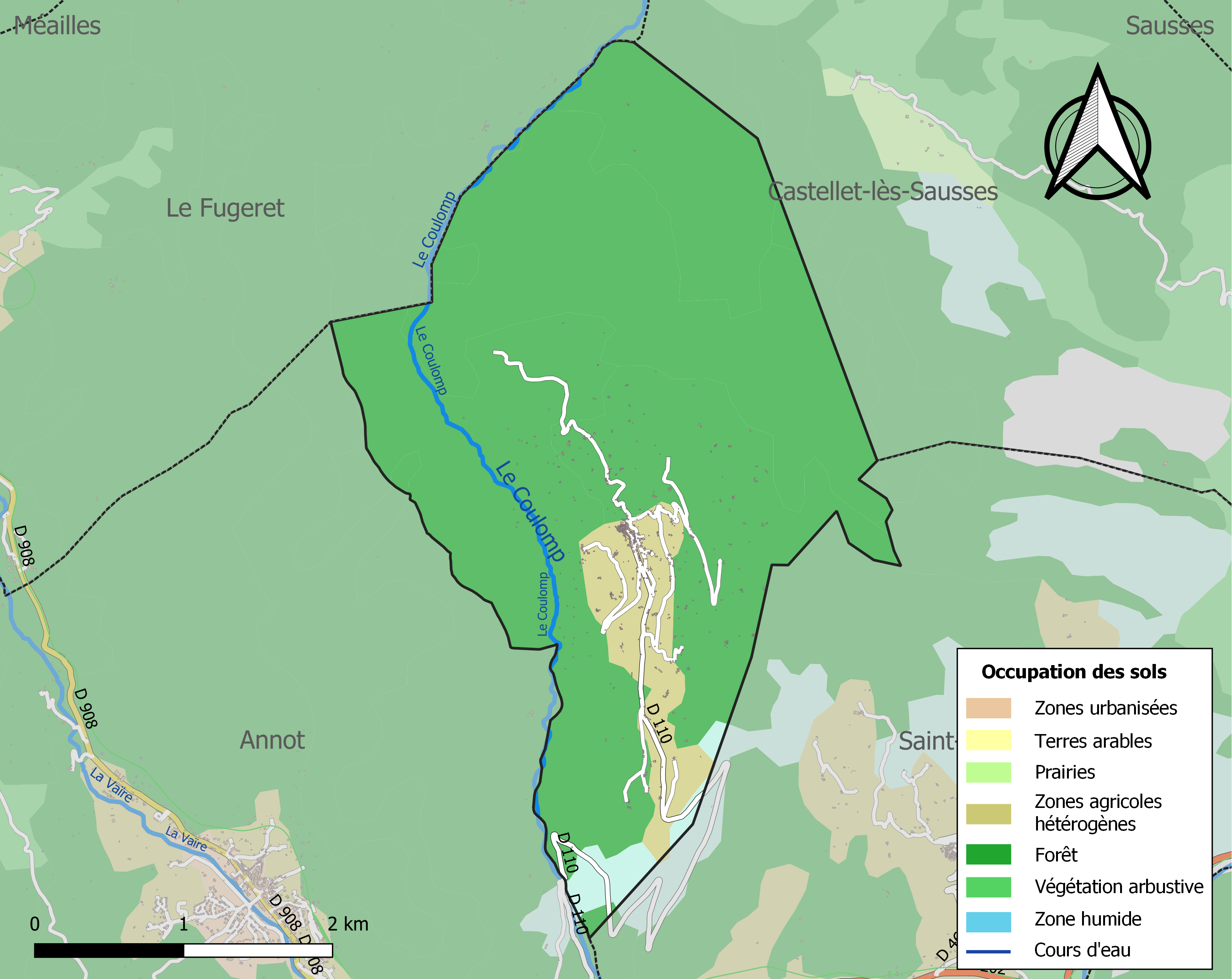
Carte de l'occupation des sols de la commune en 2018 (CLC).

### Planification de l'aménagement
La communauté de communes Alpes Provence Verdon - Sources de Lumière, créée le 24 novembre 2016 avec effet le 1er janvier 2017, regroupe désormais 41 communes. Cet établissement public de coopération intercommunale (EPCI) s'est engagé dans une démarche d’élaboration d’un plan local d'urbanisme intercommunal (PLUi).

## Économie

### Aperçu général
En 2009, la population active s’élevait à 44 personnes, dont 5 chômeurs. La répartition entre travailleurs salariés et indépendants est à peu près équilibrée (20 salariés sur 42 actifs) ; ils travaillent majoritairement hors de la commune (30 actifs sur 42). L’essentiel des emplois salariés de la commune se trouvent dans l’administration, avec 7 salariés sur les 9 de la commune.

#### Agriculture
Jusqu’au milieu du XXe siècle, un vignoble existait à Braux, uniquement pour la consommation locale. Il n’en reste rien aujourd’hui.
Fin 2010, le secteur primaire (agriculture, sylviculture, pêche) comptait quatre établissements actifs au sens de l’Insee, sans emploi salarié.
Le secret statistique couvre les résultats de l’enquête Agreste du ministère de l’Agriculture : le nombre d’exploitations est passé en dessous du seuil de cinq dans les années 2000, essentiellement des élevages bovins. De 1988 à 2000, la surface agricole utile (SAU) a fortement baissé, de 221 ha à 44 ha, alors que le nombre d’exploitations s’effondrait (de 31 à 4).
Une association, le Castagnou de Braou (en occitan : le châtaignier de Braux) restaure les plantations de châtaignier, pour créer une filière économique viable basée sur la transformation de la châtaigne ; 3 000 pieds de châtaignier sont concernés . Cette action est soutenue par la mission Forêts du Pays A3V, basée à Annot.
La forêt couvre 84 % du territoire communal, dont 511 ha pour la forêt communale. Elle constitue une des principales ressources. Elle est composée à 68 % de pin sylvestre (exploité pour la charpente, la menuiserie et la trituration), de hêtre (23 % de la surface, en progression, exploité comme bois de chauffage), de chêne et diverses autres espèces. Elle fait partie d’une Zone naturelle d'intérêt écologique, faunistique et floristique (ZNIEFF) .

### Industrie
Fin 2010, le secteur secondaire (industrie et construction) comptait quatre établissements, employant deux salariés.
Une carrière exploitant les calcaires marneux  de Barmettes-Pont du Gay est en activité depuis 1987 ; elle produit des blocs destinés aux enrochements (le long des rivières, sur les coteaux) . Elle est concédée à la société Cozzi.

### Activités de service
Fin 2010, le secteur tertiaire (commerces, services) comptait trois établissements (sans emploi salarié), auxquels s’ajoutent les deux établissements du secteur administratif (salariant sept personnes).
D'après l’Observatoire départemental du tourisme, la fonction touristique est très importante pour la commune, avec plus de cinq touristes accueillis par habitant, l’essentiel de la capacité d'hébergement étant non marchande. Les seules structures d’hébergement existant dans la commune sont des meublés,. Ce sont donc les résidences secondaires qui pèsent le plus lourd dans la capacité d’accueil, avec 160 unités dont 21 avec plus d’un logement, soit 60 % des logements de la commune,.
L’ensoleillement de la région, le calme de la commune, le cadre naturel préservé, attirent un tourisme non négligeable, notamment de randonneurs. L’été, la population peut atteindre 400 habitants . Plusieurs itinéraires permettant de découvrir la commune, sa flore et sa faune ont été aménagés . La présence de truites de l’espèce salmo trutta, appelée couramment truite fario, non croisée, attire également les pêcheurs (le Coulomp est classé en 1re catégorie). Les anguilles, les barbeaux et les blageons peuvent également être pêchés .

## Toponymie
Deux étymologies du nom de la commune sont proposées par les toponymistes :
- soit Braux dérive du latin : de Bravio est dérivé de barbarus, adjectif signifiant « farouche », ou « taureau », mais dérivant plus probablement du nom propre romain Barbarus[44] ;
- soit, d’après une forme de 739, Braux viendrait par l’intermédiaire de Braccio, du toponyme *br-, pouvant évoquer soit la terre humide, soit plutôt le plateau sur lequel se trouve Braux[45]. Ce toponyme serait probablement antérieur au gaulois[46], *bracu ( plus exactement *brakus, brakōs) qui a d’abord désigné un « fond de vallée humide » puis un « marais »[47].

## Histoire
Le nom du peuple installé dans la vallée à l’arrivée des Romains n’est pas certain, mais il peut s’agir des Nemeturii. Après la Conquête (achevée en 14 av. J.-C.), Auguste organise les Alpes en provinces. Le territoire de l’actuelle commune de Braux dépend de la province des Alpes-Maritimes et est rattaché à la civitas de Glanate (Glandèves). À la fin de l’Antiquité, le diocèse de Glandèves reprend les limites de cette civitas.
La localité apparaît pour la première fois dans les chartes en 1147 (de Bravio) et succède à une agglomération perchée, Petra aura, la pierre venteuse . Le village appartenait aux hospitaliers de Saint-Jean de Jérusalem jusqu’à ce qu’il passe aux comtes de Provence en 1351 ou 1352. Contrairement à une légende locale, si les templiers y avaient bien des possessions (consistant en terres et divers droits), ils n’y avaient aucun établissement, ni relais ni commanderie. Jusqu’en 1245, la communauté de Braux relevait de la baillie d’Outre-Siagne, circonscription administrative du comté de Provence. Celle-ci est ensuite démembrée en plusieurs circonscriptions plus petites, et après une période de stabilisation, on sait qu’en 1264 Braux faisait partie de la viguerie de Puget-Théniers. La communauté releva ensuite de la viguerie d’Annot quand elle fut créée au XVIIIe siècle. Jugée trop proche de la communauté de Saint-Benoît pour survivre, Braux fusionne avec sa voisine au début du XIVe siècle (la fusion est effective en 1333).
Les premières plantations de châtaigniers ont lieu en 1551 .
La Révolution et l’Empire apportent nombre d’améliorations, dont une imposition foncière égale pour tous, et proportionnelle à la valeur des biens de chacun. Afin de la mettre en place sur des bases précises, la levée d’un cadastre est décidée. La loi de finances du 15 septembre 1807 précise ses modalités, mais sa réalisation est longue à mettre en œuvre, les fonctionnaires du cadastre traitant les communes par groupes géographiques successifs. Ce n’est qu’en 1831 que le cadastre dit napoléonien de Braux est achevé.
En 1859, un canal est creusé sur 7 km de long, pour permettre l’irrigation d’une centaine d’hectares de terres avec l’eau du Coulomp. Il est encore en fonction et entretenu régulièrement (avec de grosses réparations en 1994), sur un périmètre plus réduit (32 ha) . Comme de nombreuses communes du département, Braux se dote d’une école bien avant les lois Jules Ferry : en 1863, une école dispensant une instruction primaire aux garçons fonctionne déjà au village. Aucune instruction n’est donnée aux filles : la loi Falloux (1851) n’impose l’ouverture d’une école de filles qu’aux communes de plus de 800 habitants. C’est la première loi Duruy (1867), qui abaisse ce seuil à 500 habitants, qui permet l’admission des filles.
À Aurent, une motte castrale est élevée au XIe siècle. Aurent est une ancienne commune, d'abord rattachée à Braux en 1932, puis transférée à Castellet-lès-Sausses en 1961.
Durant la Seconde Guerre mondiale, le maire Antonin Grac sauve des juifs de la déportation, et a été pour cette raison distingué comme Juste parmi les nations. Parmi ces Juifs, se trouvait Maurice Rheims .

### Héraldique
| Blason de Braux | Blason  | D'or à une fleur de lys d’azur, surmontée d’une coque de châtaignier de sinople,. |
| Blason de Braux | Détails | Le statut officiel du blason reste à déterminer.                                  |

## Politique et administration

### Liste des maires
| Période                                  | Période                       | Identité               | Étiquette | Qualité |
| ---------------------------------------- | ----------------------------- | ---------------------- | --------- | ------- |
| Les données manquantes sont à compléter. |                               |                        |           |         |
| mai 1945                                 |                               | Antoine Grac           |           |         |
|                                          |                               | Causy Maurice          |           |         |
| mars 2001                                | 2014                          | Bernard Grac           |           |         |
| avril 2014                               | En cours (au 21 octobre 2014) | Stéphane François Grac |           | Avocat  |

Une association, le comité des fêtes, organise de nombreux évènements festifs au village.

### Intercommunalité
Braux a fait partie, de 2004 à 2016, de la communauté de communes Terres de Lumière ; depuis le 1er janvier 2017, elle est membre de la communauté de communes Alpes Provence Verdon - Sources de Lumière.

### Budget et fiscalité 2016
En 2015, le budget de la commune était constitué ainsi :
- total des produits de fonctionnement : 295 000 €, soit 2 379 € par habitant ;
- total des charges de fonctionnement : 158 000 €, soit 1 271 € par habitant ;
- total des ressources d’investissement : 75 000 €, soit 607 € par habitant ;
- total des emplois d’investissement : 149 000 €, soit 1 202 € par habitant.
- endettement : 427 000 €, soit 3 440 € par habitant.

Avec les taux de fiscalité suivants :
- taxe d’habitation : 19,14 % ;
- taxe foncière sur les propriétés bâties : 24,00 % ;
- taxe foncière sur les propriétés non bâties : 115,34 % ;
- taxe additionnelle à la taxe foncière sur les propriétés non bâties : 58,73 % ;
- cotisation foncière des entreprises : 20,21 %.

Chiffres clés Revenus et pauvreté des ménages en 2014 : Médiane en 2014 du revenu disponible, par unité de consommation : 17 119 €.

## Population et société

### Démographie
En 2022 , la commune comptait 134 habitants. À partir du XXIe siècle, les recensements réels des communes de moins de 10 000 habitants ont lieu tous les cinq ans (2008, 2013, 2018, etc. pour Braux). Les autres « recensements » sont des estimations.
| 1765  | 1793 | 1800 | 1806 | 1821 | 1831 | 1836 | 1841 | 1846 |
| ----- | ---- | ---- | ---- | ---- | ---- | ---- | ---- | ---- |
| 1 023 | 470  | 402  | 385  | 458  | 454  | 495  | 528  | 538  |

| 1851 | 1856 | 1861 | 1866 | 1872 | 1876 | 1881 | 1886 | 1891 |
| ---- | ---- | ---- | ---- | ---- | ---- | ---- | ---- | ---- |
| 578  | 540  | 540  | 554  | 560  | 553  | 544  | 510  | 482  |

| 1896 | 1901 | 1906 | 1911 | 1921 | 1926 | 1931 | 1936 | 1946 |
| ---- | ---- | ---- | ---- | ---- | ---- | ---- | ---- | ---- |
| 461  | 457  | 454  | 425  | 415  | 390  | 377  | 375  | 332  |

| 1954 | 1962 | 1968 | 1975 | 1982 | 1990 | 1999 | 2006 | 2008 |
| ---- | ---- | ---- | ---- | ---- | ---- | ---- | ---- | ---- |
| 289  | 248  | 206  | 153  | 160  | 133  | 118  | 128  | 131  |

| 2013 | 2018 | 2022 | - | - | - | - | - | - |
| ---- | ---- | ---- | - | - | - | - | - | - |
| 122  | 126  | 134  | - | - | - | - | - | - |

| 1471    |
| ------- |
| 69 feux |

L’histoire démographique de Braux, après la saignée des XIVe et XVe siècles et le long mouvement de croissance jusqu’au début du XIXe siècle, est marquée par une période d’« étale » où la population reste relativement stable à un niveau élevé. Cette période dure de 1841 à 1881. L’exode rural provoque ensuite un mouvement de baisse de la population de longue durée. À Braux, ce mouvement est plus lent que dans le reste du département : la perte de la moitié de sa population du maximum historique de 1851 n’est enregistrée que dans les années 1950. Le mouvement de recul se poursuit jusqu’aux années 1990, avec une stabilisation semble-t-il dans la première décennie du XXIe siècle.

### Enseignement
École élémentaire publique à Braux.
Les établissements d'enseignement les plus proches sont à :
- collège : Annot.

### Santé
Des professionnels de santé sont à Annot, Entrevaux.

### Cultes
Culte catholique : diocèse de Digne, Riez et Sisteron.

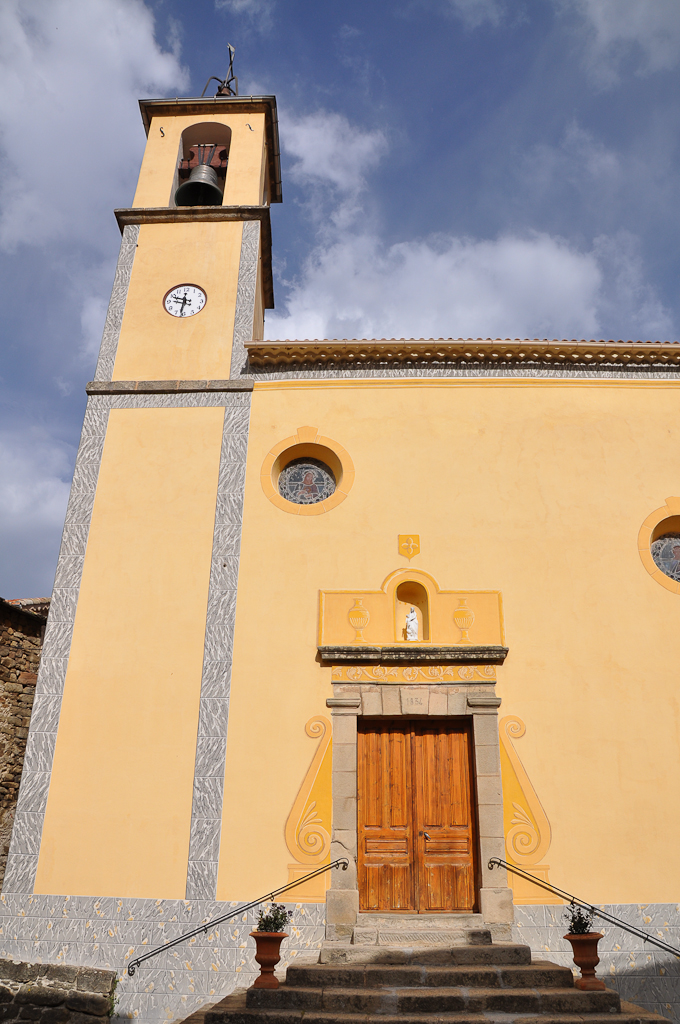
Église de Braux.

## Lieux et monuments
Le mode de construction des maisons présente un particularisme partagé avec le Fugeret : les maisons anciennes étaient construites en grès (il y a une résurgence), les pignons étant montés en dalles empilées en escalier. La géologie offre un point d'intérêt avec « le Rocher qui tremble » : un roc qui s'est retrouvé en équilibre par l'action de l'érosion sur la roche sur laquelle il repose, et qu'il est possible de faire basculer d'un doigt. Cette particularité géologique était déjà connue au XIIe siècle et évoquée par Gervais de Tilbury dans son livre Les Divertissements pour un empereur.
La maison des notaires Béroard, qui retiennent la charge dans leur famille du XVe au XIXe siècle, porte la date de 1714 sur son linteau .
- sentier partiellement empierré entre le village de Braux, le hameau d’Argenton et au-delà le tombeau gallo-romain[78] (voir commune du Fugeret)
- église Saint-Martin[79], construite en 1834, aux arches romanes et au chevet plat[80] ;
- chapelles : Sainte-Madeleine à l’entrée du village, vendue en 1791 comme bien national[54] ; chapelle Notre-Dame-du-Serre au Villard[81], qui contient un buste-reliquaire de saint Auxile en bois doré, argenté et peint du XVIIIe siècle, classé au titre objet[82] et un autre buste-reliquaire de saint Aufred, en bois doré, argenté et peint, de la même époque et également classé[83] ;
- pont du Gay, à l’entrée sur le territoire de la commune.

## Personnalités liées à la commune
- Pierre Arcambot, peintre naïf, né à Braux en avril 1914, retiré à Chabrières, et qui a obtenu en 1978 le grand prix naïf de la Ville de Nice, l'Aigle d'or[84].
- Antonin Grac, Justes parmi les nations